# Razer
Razer Inc. — американо-сінгапурська транснаціональна технологічна компанія, заснована у 2005 році Мін-Лян Таном і Робертом Кракоффом, що спеціалізується на розробці та виробництві ігрової периферії, ноутбуків, програмного забезпечення та цифрових платформ для геймерів. Компанія відома своїми продуктами, такими як ігрова периферія DeathAdder, BlackWidow, Kraken, ноутбуки Razer Blade, програмне забезпечення Razer Synapse та фінансовий сервіс Razer Fintech.

## Історія
«Razer» заснували у 1998 році як торгову марку компанії kärna LLC у Сан-Дієго, Каліфорнія, що на той час займалися розробкою миші Razer Boomslang — однієї з перших в світі спеціалізованих ігрових комп'ютерних мишей, що значно перевищувала показники своїх конкурентів того часу. Однак у 2000 році kärna збанкрутували і припинили своє існування.
Викупивши права на цей бренд, випускник Національного університету Сінгапуру Мін-Лян Тан та колишній інженер продукції цього бренду Роберт Кракофф у 2005 році заснували однойменну компанію Razer. У перші роки свого існування компанія зосереджувалася на виробництві ігрових мишей, зокрема Diamondback, а також Copperhead, які мали широкий успіх у професійних геймерів і починаючому набирати популярності кіберспорті. У 2006—2007 роках компанія отримала кілька нагород за дизайн, представила нову лінійку клавіатур Tarantula та навушників Barracuda, а також розпочала співпрацю з Microsoft, випустивши спільну ігрову мишу Habu, що отримала змішані відгуки. Після невдачі з колабозацією з Microsoft, Razer виправили ситуацію випуском лінійки мишей DeathAdder у грудні 2006 року, що швидко здобули популярність серед професійних геймерів, ставши однією з найпопулярніших ігрових мишей у світі. У 2007 році відкрився офіційний офіс у Сеулі, Південна Корея — одному з головних центрів професійного кіберспорту, де Razer співпрацювали і тестували свою продукцію з найвідомішими професійними гравцями світу. Також компанія розширила свою діяльність у Європі, відкривши регіональну штаб-квартиру в Гамбурзі, Німеччина. Того ж року компанія продовжила співпрацю з Microsoft, створивши ігрову клавіатуру Microsoft Reclusa. У лютому 2008 року Razer представили акустичну систему Mako 2.1, розроблену у співпраці з THX.
В подальші роки компанія продовжувала розширювати свою діяльність, до 2015 року довівши загальну кількість своїх офіційних офісів до дев'ятнадцяти по всьому світу. У цей період компанія випустила знакові продукти, серед яких бездротова ігрова миша Mamba; механічна ігрова клавіатура BlackWidow; серія ігрових ноутбуків Razer Blade; програмне забезпечення для налаштування фірмової периферії, що забезпечує інтеграцію всіх пристроїв Razer в єдину екосистему — Razer Synapse та ін. Компанія активно співпрацювала з кіберспортивними командами та турнірами, підтримуючи SK Telecom T1, Evil Geniuses, Team Liquid, LGD Gaming і турніри на кшталт IGN Pro League та MLG X Games. У 2015 році Razer викупили у компанії Ouya Inc. права на програмне забезпечення для їхньої консолі Ouya. Виробництво консолі припинилось, а технічна команда її розробників приєдналася до Razer для розробки власної консольної системи Forge TV, яку також зняли з виробництва вже у 2019 році.
У жовтні 2016 року Razer придбали більшість активів аудіотехнологічної компанії THX, при цьому зберігши її управлінську команду та персонал, а THX продовжили працювати як незалежна одиниця, «стартап» у межах Razer. У січні 2017 року Razer викупили більшість активів компанії Nextbit Systems Inc., що раніше розробили і випустили на ринок смартфон Nextbit Robin, залучивши команду розробників і зберігши бренд як незалежний підрозділ. Ці два придбання дозволили випустити на ринок у 2017 році Razer Phone — орієнтований на геймерів перший смартфон компанії, де дизайн значною мірою базувався на попередній моделі Nextbit, а всі аудіопристрої були сертифікованими розробками THX.
У листопаді 2017 року Razer вийшли на Гонконгську фондову біржу, де попит серед роздрібних інвесторів перевищив пропозицію у майже триста разів. Це викликало значне зростання цін на акції Razer з першого ж дня торгів і зробило їх вихід на біржу одним із найуспішних IPO 2017 року в Гонконзі. У квітні 2018 року Razer оголосили про придбання платформи електронних платежів MOL Global за $61 млн і наміри розширити зону впливу своєї віртуальної валюти zGold (в подальшому відомої як Razer Gold), об'єднавши її з MOLPoints. Вже в липні того ж року Razer разом з Berjaya Corporation запустили власний мобільний сервіс електронних платежів Razer Pay у Малайзії, базований на раніше придбаній платформі MOL, проте у 2022 році сервіс закрили.
У 2018 році Razer відкрили фінансово-технологічний підрозділ Razer Fintech. З моменту свого створення вона швидко розвивалася, ставши однією з найбільших O2O цифрових платіжних мереж у Південно-Східній Азії. У 2023 році компанія обробила понад $6,6 млрд загального обсягу платежів, ставши лідером в регіоні.
У 2020 році під час пандемії COVID‑19 Razer запустили ініціативу Razer Health, організувавши виробництво та безкоштовну роздачу сертифікованих медичних масок у Сінгапурі та інших країнах через спеціальні торгові автомати. У 2021 році компанія представила концептуальну маску Project Hazel (пізніше Zephyr Face Mask) з інноваційними функціями фільтрації та підсвіткою. Також у жовтні 2020 року Razer запустили віртуальну дебетову картку Razer Card у Сінгапурі з січня 2021 року, з інтегрованим додатком Razer Pay та можливістю оплати у глобальній мережі Visa. Пізніше планувалося розширення на інші країни, але закриття сервісу Razer Pay у 2022 році обмежило подальший розвиток картки.
26 квітня 2022 у віці 81 року помер співзасновник Razer Роберт Кракофф, що залишався почесним президентом компанії навіть після своєї відставки у 2015 році. У травні 2022 року, після схвалення акціонерами угоди з приватизації, Razer вийшли з Гонконгської фондової біржі. У результаті цієї угоди, яка була завершена в кінці травня, Razer припинили своє перебування на біржі, ставши приватною компанією.
У березні 2024 року підрозділ Razer Fintech провів ребрендинг, ставши незалежною дочірньою компанією під новим брендом Fiuu. Того ж року Fiuu встановила два національні рекорди в Малайзії: обробила найбільшу суму платежів через свій платіжний шлюз та провела найбільшу кількість транзакцій за рік.

## Політика компанії під час російсько-української війни
Під час російсько-української війни компанія Razer не оголошувала про припинення діяльності в Росії та, за даними незалежних моніторингових ресурсів, продовжувала постачання своєї продукції на цей ринок. Водночас у внутрішніх умовах для постачальників компанія формально забороняє експорт у Росію та на тимчасово окуповані території України. Публічних заяв на підтримку України чи повідомлень про гуманітарну допомогу від Razer на 2025 рік не зафіксовано.

## Судові процеси
У 2013 році компанія Mad Catz Interactive подала позов проти Razer USA Ltd. за нібито порушення патенту на конструкцію комп'ютерної миші з регульованою підставкою для долоні, стосовно миші Razer Ouroboros. Razer подали зустрічний позов щодо порушення свого патенту на технологію підсвічування клавіатур, що призвело до взаємних судових позовів між компаніями. У серпні 2014 року суд дозволив Mad Catz доступ до документів, позначених як «СУВОРО КОНФІДЕНЦІЙНО», проте подальша інформація про остаточне рішення справи не оприлюднена.
У грудні 2022 року Високий суд Сінгапуру ухвалив рішення на користь компанії Razer у справі проти IT-постачальника Capgemini, присудивши $6,5 млн компенсації за витік даних. Інцидент стався в червні 2020 року, коли співробітник Capgemini помилково змінив конфігурацію сервера, що призвело до публічного доступу до особистої інформації близько 100 000 клієнтів Razer. Після того, як співробітник Capgemini визнав свою провину під час судового процесу, компанія погодилася на відповідальність, але оскаржила розмір компенсації.
У квітні 2024 року Федеральна торговельна комісія США (FTC) подала позов проти Razer, звинувачуючи їх в тому, що ті неправдиво рекламували маску Zephyr як таку, що відповідає стандарту N95, без відповідної сертифікації від FDA чи NIOSH. У січні 2025 року FTC оголосили про повернення понад $1 млн придбавшим ці маски споживачам, а також наклала штраф у розмірі $100 тис на компанію.